# Trophée des femmes en or
Los Trophées des Femmes en Or (Premios Mujeres de Oro) son un premio creado en 1993 por Framboise Holtz y Jean-Louis Sevez (creadores y organizadores) para recompensar a las mujeres cuyo éxito durante el último año es un ejemplo y una fuente de inspiración.
Con estos trofeos, los organizadores y la comisión electoral quieren resaltar la solidaridad, la generosidad y la universalidad de las mujeres que encarnan al conjunto de nuestra sociedad. Este galardón otorga premios en 11 categorías. Más de 250 mujeres ya han sido premiadas desde la creación de esta distinción.

## Funcionamiento
La comisión electoral se reúne cada año a mediados de octubre. Está compuesto por un total de 45 miembros, entre los que se encuentran expertos cualificados en cada una de las categorías del premio, periodistas, Femmes en Or y representantes de los socios. Su función es identificar y seleccionar a mujeres excepcionales en las distintas categorías.
Las candidatas seleccionadas son francesas, francófonas de origen extranjero, que ejercen su talento en territorio francés o que defienden los intereses de una empresa francesa. Una Femme en Or puede ser reelegida si su actividad profesional ha derivado hacia otra categoría, o después de cinco años si sus actuaciones del año lo justifican.
Desde la aparición de los trofeos, se han creado varios premios, entre los que destacan el premio Femmes en Or de la Femme de Coeur en 2003, que premia a una mujer comprometida con la dirección de una organización humanitaria y permite ayudar a la ganadora de forma concreta gracias a los recursos y al apoyo del colectivo Femmes en Or.

## Trofeos
Desde la creación del los premios en 1993 y hasta 2015, el trofeo que se entregó a cada ganadora era una escultura creada en 1993 por Estelle Barelier, escultora y diseñadora de joyas, cuya forma alargada y ovalada está rodeada por un brazalete.
A partir de 2016, en colaboración con Artempo, los trofeos fueron diseñados por la artista Véronique Darcon-Cazes.

### Premios especiales
- Femme en Or de Cœur
- Femme en Or d'Honneur
- Prix de la Femme photo-reporter Paris Match

## Lugares de la ceremonia
- Desde 1993 hasta 2009: Courchevel.
- En 2010: París.
- En 2011: Niza.
- En 2012: Para la 20 edición de los premios, la ceremonia volvió a Courchevel.
- De 2013 a 2015: Avoriaz.
- En 2016: París.acceso=20 juillet 2017|autor=Laure Gautherin|fecha=29 de noviembre de 2016|sitioweb=le site aufeminin.com|idioma=}}.</ref>

## Premios por edición

### 1993
- Coup de Cœur: Catherine Jeff
- Femme en Or de l'Art: Elisabeth Garouste
- Femme en Or d'Affaires: Gilberte Beaux
- Femme en Or de Sport / Aventure: Catherine Destivelle
- Femme en Or de la Communication: Mireille Dumas
- Femme en Or de Spectacle: Muriel Robin
- Femme en Or de la Mode: Chantal Thomass
- Coups de Chapeau: Marie-José Pérec

### 1994
- Coup de Cœur: Marie-Ange Parère
- Femme en Or de l'Art: Ghislaine Arabian
- Femme en Or d'Affaires: Françoise Sampermans
- Femme en Or de Sport / Aventure: Carole Merle
- Femme en Or de la Communication: Béatrice Schönberg
- Femme en Or de Spectacle: France Gall
- Femme en Or de la Mode: Marie Mercié
- Coups de Chapeau: Charlotte de Turckheim y Sandrine Alexi

### 1995
- Coup de Cœur: Yvette Barat
- Femme en Or de l'Art: Bettina Rheims
- Femme en Or d'Affaires: Corinne Bourgoin
- Femme en Or de Sport / Aventure: Isabelle Patissier
- Femme en Or de la Communication: Christine Ockrent
- Femme en Or de Spectacle: Patricia Kaas
- Femme en Or de la Mode: Estelle Hallyday
- Coup de Chapeau: Isabelle Autissier

### 1996
- Coups de Cœur: Mireille Balestrazzi, Juliette Durand, Chantal Gabazzi et Myriam Sochaki
- Femme en Or de l'Art: Marie-Claude Pietragalla
- Femme en Or d'Affaires: Dany Breuil
- Femme en Or de Sport / Aventure: Jeannie Longo
- Femme en Or de la Communication: Elise Lucet
- Femme en Or de Spectacle: Mimie Mathy
- Femme en Or de la Mode: Lolita Lempicka

### 1997
- Coups de Cœur: Claudie André-Deshays, Nelly Viennot , Danielle Thiéry et Sophie Duez
- Femme en Or de l'Art: Dominique Issermann
- Femme en Or d'Affaires: Geneviève Lethu
- Femme en Or de Sport / Aventure: Marie-Claire Restoux
- Femme en Or de la Communication: Isabelle Giordano
- Femme en Or de Spectacle: Véronique Sanson
- Femme en Or de la Mode: Sonia Rykiel

### 1998
- Coups de Cœur: Anne Cullère, Mona Chasserio et Emma de Caunes
- Femme en Or de l'Art: Andrée Putman
- Femme en Or d'Affaires: Catherine Painvin
- Femme en Or de Sport / Aventure: Catherine Chabaud
- Femme en Or de la Communication: Marine Jacquemin
- Femme en Or de Spectacle: Liane Foly
- Femme en Or de la Mode: Isabel Marant

### 1999
- Coups de Cœur: Francine Leca, Hélène Ségara et Mathilde Seigner
- Femme en Or de l'Art: Danièle Thompson
- Femme en Or d'Affaires: Annette Roux
- Femme en Or de Sport: Karine Ruby
- Femme en Or de la Communication: Carole Gaessler
- Femme en Or de Spectacle: Michèle Laroque
- Femme en Or de la Mode: Barbara Bui

### 2000
- Coups de Cœur: Martine Brousse, Isabelle Boulay et Emilie Dequenne
- Femme en Or de l'Art: Catherine Levy et Sigolène Prévois pour les Tsé-Tsé
- Femme en Or d'Affaires: Orianne Garcia
- Femme en Or de Sport: Laura Flessel
- Femme en Or de la Communication: Ruth Elkrief
- Femme en Or de Spectacle: Sabine Azéma
- Femme en Or de la Mode: Fred Sathal

### 2001
- Femme en Or Femme de Cœur: Véronique Colucci
- Femme en Or de l'Art: Clara Halter
- Femme en Or d'Affaires: Marianne Tessler
- Femme en Or de Sport: Peggy Bouchet
- Femme en Or d'Action: Caroline Aigle
- Femme en Or de la Communication: Laurence Ferrari
- Femme en Or du Cinéma: Nathalie Baye
- Femme en Or de Spectacle: Muriel Robin
- Femme en Or de la Mode: Marie-Christiane Marek
- Femme en Or Comédienne de Télévision: Laétitia Casta
- Femme en Or d'Avenir: Julie Zenatti
- Femme en Or sans Frontière: Lara Fabian

### 2002
- Femme en Or Femme de Cœur: Françoise Montenay
- Femme en Or de l'Art: Anne Gastinel
- Femme en Or d'Affaires: Mathilde Cathiard-Thomas
- Femme en Or de Sport: Ellen Mc Arthur
- Femme en Or de la Communication: Catherine Gentile
- Femme en Or du Cinéma: Catherine Frot
- Femme en Or de Spectacle: Zazie
- Femme en Or de la Mode: Véronique Nichanian
- Femme en Or Comédienne de fiction Télé: Astrid Veillon
- Prix Spécial Révélation Cinéma: Anna Mouglalis
- Prix Spécial Révélation Musicale: Assia

### 2003
- Femme en Or Femme de Cœur: Anne Barrère
- Femme en Or de l'Art: Nathalie Rheims
- Femme en Or d'Affaires: Dominique Reiniche
- Femme en Or de Sport / Aventure: Carole Montillet
- Femme en Or de la Communication: Arlette Chabot
- Femme en Or du Cinéma: Anne Parillaud
- Femme en Or de Spectacle: Dani
- Femme en Or de la Mode: Ece Ege
- Femme Comédienne de fiction Télé: Charlotte Kady
- Prix Spécial Révélation Cinéma: Cécile de France
- Prix Spécial Révélation du Musicale: Cécilia Cara

### 2004
- Femme en Or Femme de Cœur: Stéphanie Fugain
- Femme en Or de l'Art: Hélène Darroze
- Femme en Or d'Entreprise: Isabelle Guichot
- Femmes en Or de Sport / Aventure: Sylvianne Félix, Patricia Girard-Léno, Muriel Hurtis et Christine Arron (miembros de 4 × 100 metros relevos)
- Femme en Or de la Communication: Maryse Burgot
- Femme en Or du Cinéma: Sylvie Testud
- Femme en Or de Spectacle: Axelle Laffont
- Femme en Or de la Mode: Fifi Chachnil
- Femme en Or Internationale: Milú Villela
- Femme en Or Révélation de l'Année: Mélanie Doutey
- Femme en Or Comédienne de fiction Télé: Natacha Amal

### 2005
- Femme en Or Femme de Cœur: Gisèle Tsobanian
- Femme en Or de l'Art: Marie-Agnès Gillot
- Femme en Or d'Entreprise: Anne-Sophie Pastel
- Femme en Or de Sport / Aventure: Karine Fauconnier
- Femme en Or de la Recherche: Martine Raphaël
- Femme en Or de la Communication: Ariane Massenet
- Femme en Or du Cinéma: Isabelle Nanty
- Femme en Or de Spectacle: Clémentine Célarié
- Femme en Or de la Mode: Anne-Valérie Hash
- Femme en Or Révélation de l'Année: Alice Taglioni
- Femme en Or Internationale: Annick Kayitési
- Femme en Or Comédienne de fiction Télé: Marie Fugain

### 2006
- Femme en Or Femme de Cœur: Valérie Picavet-Wertheimer
- Femme en Or de l'Art: Caroline Andrieux
- Femme en Or d'Entreprise: Laurence Danon
- Femme en Or de Sport / Aventure: Virginie Dedieu
- Femme en Or Recherche: Catherine Jeandel
- Femme en Or de la Communication: Sophie Davant
- Femme en Or du Cinéma: Alexandra Lamy
- Femme en Or de Spectacle: Marie Laforêt
- Femme en Or de la Mode: Vanessa Seward
- Femme en Or Internationale: Sarah Lewis
- Femme en Or Révélation de l'Année: Amélie Mauresmo
- Prix Professionnel Consécration : Odile Gilbert

### 2007
- Femme en Or Femme de Cœur: Maria Nowak
- Femme en Or de l'Art: India Mahdavi
- Femme en Or d'Entreprise: Patricia Russo
- Femme en Or de Sport / Aventure: Raphaëla Le Gouvello
- Femme en Or de la Recherche: Bernadette Chatenet
- Femme en Or de la Communication: Marie Drucker
- Femme en Or du Cinéma: Nicole Garcia
- Femme en Or Révélation: Aïssa Maïga
- Femme en Or de Spectacle: Emilie Dequenne
- Femme en Or de la Mode: Vanessa Bruno
- Femme en Or Femme de l'Année: Marianna Vardinoyannis
- Femme en Or Femme Internationale: Mélanie Bétancourt

### 2008
- Femme en Or Femme de Cœur: Dominique Bayle
- Femme en Or de l'Art: Anne-Sophie Pic
- Femme en Or d'Entreprise: Valérie Hermann
- Femme en Or de l'Environnement / Qualité de Vie: Yolaine de la Bigne
- Femme en Or de Sport / Aventure: Gévrise Emane
- Femme en Or de Recherche et d'Innovation: Stéphanie Pitre
- Femme en Or de la Communication: Anne-Sophie Lapix
- Femme en Or du Cinéma: Mathilde Seigner
- Femme en Or Révélation: Mélanie Laurent
- Femme en Or de Spectacle: Florence Foresti
- Femme en Or de Mode: Tara Jarmon
- Femme en Or Femme de l'Année: Mama Tacko Galledou
- Femme en Or Femme Internationale: Victoria Abril

### 2009
- Femme en Or Femme de Cœur: Véronique Morali
- Femme en Or de l'Art: Monique Frydman
- Femme en Or d'Entreprise: Sylvie Douce
- Femme en Or de l'Environnement: Geneviève Ferone
- Femme en Or d'Exploit: Assia El Hannouni
- Femme en Or de Recherche: Catherine Feuillet
- Femme en Or de la Communication: Audrey Pulvar
- Femme en Or Révélation du Cinéma: Nora Arnezeder
- Femme en Or de Spectacle: Julie Depardieu
- Femme en Or de Style: Pascale Mussard
- Trophée d'Honneur: Claire Chazal

### 2010
- Femme en Or Femme de Cœur: Bernadette Chirac
- Femme en Or de l'Art: Justine Lévy
- Femme en Or d'Entreprise: Isabelle Capron
- Femme en Or de l'Environnement: Françoise-Hélène Jourda
- Femme en Or d'Exploit: Virginie Guyot
- Femme en Or de Recherche: Julia Kempe
- Femme en Or de la Média: Alessandra Sublet
- Femme en Or Révélation du Cinéma: Géraldine Nakache
- Femme en Or de Spectacle: Michèle Bernier
- Femme en Or de Style: Nathalie Rykiel

### 2011
- Femme en Or Femme de Cœur: Adriana Karembeu
- Femme en Or de l'Art: Tatiana Trouvé
- Femme en Or d'Entreprise: Catherine Barba
- Femme en Or de l'Environnement: Claudine André
- Femme en Or d'Exploit: Camille Muffat
- Femme en Or de l'Innovation: Larissa Balakireva
- Femme en Or de la Média: Patricia Loison
- Femme en Or Révélation de l'Année: Charlotte Le Bon
- Femme en Or de Spectacle: Julie Ferrier
- Femme en Or de Style: Judith Milgrom
- Femme en Or de la Francophonie: Adèle Safi Kagarabi

### 2012
- Femmes en Or Femme de Cœur: Marie Trellu Kane, Lisbeth Shepherd et Anne-Claire Pache
- Femme en Or de l'Art: Jennifer Flay
- Femme en Or d'Entreprise: Sandra Le Grand
- Femme en Or de l'Environnement: Claire Nouvian
- Femme en Or d'Exploit: Marie-Amélie Le Fur
- Femme en Or de l'Innovation: Séverine Sigrist
- Femme en Or de la Média: Daphné Bürki
- Femme en Or Révélation du Cinéma: Alice Pol
- Femme en Or révélation de la Musique: Imany
- Femme en Or de Spectacle: Sylvie Guillem
- Femme en Or de Style: Bouchra Jarrar
- Trophée du Public: Marie-Amélie Le Fur

### 2013
- Femme en Or Femme de Cœur: Véronique Colucci
- Femme en Or de l'Art: Muriel Mayette-Holtz
- Femme en Or d'Entreprise: Laëtitia Puyfaucher
- Femme en Or de l'Environnement: Stéphanie Goujon
- Femme en Or d'Exploit: Marion Bartoli
- Femme en Or de l'Innovation: Anne-Marie Lagrange
- Femme en Or de la Média: Wendy Bouchard
- Femme en Or Révélation du Cinéma: Mélanie Bernier
- Femme en Or révélation de la Musique: Flavia Coelho
- Femme en Or de Spectacle: Catherine Frot
- Femme en Or de Style: Nathalie Samson Friedlander
- Trophée du Public: Anne-Marie Lagrange
- Trophée d'Honneur: Annie Famose

### 2014
- Femme en Or Femme de Cœur: Samira Djouadi
- Femme en Or de l'Art: Claire Tabouret
- Femme en Or d'Entreprise: Aliza Jabès
- Femme en Or de l'Environnement: Myriam Maestroni
- Femme en Or d'Exploit: Floria Gueï
- Femme en Or de l'Innovation: Denise Pumain
- Femme en Or de la Média: Laurence Haïm
- Femme en Or Révélation du Cinéma: Alice David
- Femme en Or révélation de la Musique: HollySiz
- Femme en Or de Spectacle: Camille Chamoux
- Femme en Or de Style: Véronique Leroy
- Trophée du Public: Nahida Nakad

### 2015
La edición número 23 de los trofeos tuvo lugar en la estación de esquí de Avoriaz el 12 de diciembre de 2015 y premió a las siguientes mujeres:
- Femmes en Or Femme de Cœur: Isabelle Autissier et Françoise Holder
- Femme en Or de l'Art: Farah Atassi
- Femme en Or d'Entreprise: Dominique Loiseau
- Femme en Or de l'Environnement: Cécile Galoselva
- Femme en Or d'Exploit: Aude Lemordant
- Femme en Or de l'Innovation: Anne-Virginie Salsac
- Femme en Or de Média: Léa Salamé
- Femme en Or Révélation du Cinéma: Victoria Bedos
- Femme en Or révélation de la Musique: Nach (Anna Chédid)
- Femme en Or de Spectacle: Berengère Krief
- Femme en Or de Style: Agnès B.
- Femme en Or Digitale: Delphine Remy-Boutang
- Trophée du Public: Anne-Virginie Salsac

### 2016
Las ganadoras de la 24ª edición se revelaron el 29 de noviembre de 2016, tras la ceremonia celebrada en el Hôtel de Ville de París.
- Femmes en Or Femme de Cœur: Joséphine Bouchez et Adèle Galey[4][5]
- Femme en Or de l'Art: Judith Darmont
- Femme en Or d'Entreprise: Nathalie Balla
- Femme en Or de l'Environnement: Julie Garnier
- Femme en Or d'Exploit: Estelle Mossely
- Femme en Or de la Smart City: Paola Goatin
- Femme en Or de Média: Caroline Roux
- Femme en Or de Cinéma: Houda Benyamina
- Femme en Or de Musique: Hyphen Hyphen
- Femme en Or du Goût: Julia Sedefdjian
- Femme en Or Digitale: Marie-Vorgan Le Barzic